# Michael Hayböck
Michael Hayböck (Linz, 5 maart 1991) is een Oostenrijkse schansspringer. Hij vertegenwoordigde zijn vaderland op de Olympische Winterspelen 2014 in Sotsji.

## Carrière
Bij zijn wereldbekerdebuut, op 3 januari 2010 in Innsbruck, scoorde Hayböck direct wereldbekerpunten. Drie dagen later wist hij in Bischofshofen geen wereldbekerpunten te scoren. In februari 2010 behaalde hij in Willingen zijn eerste toptienklassering in een wereldbekerwedstrijd.
In februari 2014 stond Hayböck in Wisła voor de eerste maal in zijn carrière op het podium van een wereldbekerwedstrijd. Tijdens de Olympische Winterspelen van 2014 in Sotsji eindigde hij als vierde op de normale schans en als 32e op de grote schans, samen met Thomas Diethart, Thomas Morgenstern en Gregor Schlierenzauer veroverde hij de zilveren medaille in de landenwedstrijd. Op de wereldkampioenschappen skivliegen 2014 in Harrachov eindigde de Oostenrijker op de twintigste plaats. Op 6 januari 2015 boekte hij in Bischofshofen, in de slotwedstrijd van het vierschansentoernooi, zijn eerste wereldbekerzege. Mede door deze overwinning eindigde hij achter zijn landgenoot Stefan Kraft als tweede in het vierschansentoernooi.

## Resultaten

### Olympische Spelen
| Jaar | Plaats      | Resultaten                       |
| ---- | ----------- | -------------------------------- |
| 2014 | Sotsji      | 5e HS106 · 8e HS140 · Team HS140 |
| 2018 | Pyeongchang | 17e HS109 6e HS140 4e Team HS140 |

### Wereldkampioenschappen schansspringen
| Jaar | Plaats  | Resultaten                                         |
| ---- | ------- | -------------------------------------------------- |
| 2015 | Falun   | 21e HS100 · 14e HS134 · 4e Team HS100 · Team HS134 |
| 2017 | Lahti   | 6e HS100 · 11e HS130 · Team HS100 · Team HS130     |
| 2019 | Seefeld | 9e HS109 · 14e HS 130 · Team HS130                 |

### Wereldkampioenschappen skivliegen
| Jaar | Plaats                   | Resultaten              |
| ---- | ------------------------ | ----------------------- |
| 2014 | Harrachov                | 20e HS205               |
| 2016 | Tauplitz/Bad Mitterndorf | 11e HS225 · Team HS225  |
| 2018 | Oberstdorf               | 31e HS235 5e Team HS235 |

### Wereldbeker
Eindklasseringen
| Seizoen   | Algm | SV  | 4S     | RAW |
| --------- | ---- | --- | ------ | --- |
| 2009/2010 | 49e  | –   | 44e    |     |
| 2010/2011 | 56e  | –   | 40e    |     |
| 2011/2012 | 42e  | 43e | 43e    |     |
| 2012/2013 | 34e  | 24e | 28e    |     |
| 2013/2014 | 14e  | 14e | 9e     |     |
| 2014/2015 | 5e   | 13e | Zilver |     |
| 2015/2016 | 4e   | 8e  | Brons  |     |
| 2016/2017 | 7e   | 6e  | 19e    | 12e |
| 2017/2018 | 23e  | 25e | 14e    | 17e |
| 2018/2019 | 27e  | 17e | 26e    | 14e |
| 2019/2020 | 22e  | 14e | 19e    | 19e |

Wereldbekerzeges
| Datum            | Plaats        | Schans      |
| Individueel      | Individueel   | Individueel |
| ---------------- | ------------- | ----------- |
| 6 januari 2015   | Bischofshofen | HS137       |
| 19 februari 2016 | Lahti         | HS130       |
| 21 februari 2016 | Lahti         | HS100       |
| 23 februari 2016 | Kuopio        | HS127       |
| 17 december 2016 | Engelberg     | HS140       |
| Team             |               |             |
| 1 maart 2014     | Lahti         | HS130       |
| 11 maart 2017    | Oslo          | HS134       |

### Grand-Prix
Eindklasseringen
| Jaar | Plaats |
| ---- | ------ |
| 2009 | 40e    |
| 2011 | 18e    |
| 2012 | 21e    |
| 2013 | 78e    |
| 2014 | 9e     |
| 2015 | 64e    |
| 2016 | 10e    |
| 2017 | 65e    |
| 2018 | 39e    |
| 2019 | 45e    |